# Varvara Myasnikova
Varvara Myasnikova, nome artístico de Varvara Sergeyevna Myasnikova (São Petersburgo, 5 de outubro de 1900 – Moscou, 25 de abril de 1975) foi uma atriz russa.

## Biografia
Varvara nasceu em São Petersburgo, em 1900, filha de um agente de seguros e de uma dona de casa. Tinha uma irmã e um irmão. Começou a tralhar no Narkompros em 1918, onde começou também em um grupo de teatro, integrando em seguida uma companhia teatral experimental dentro do Narkompros. Em 1925, o grupo acaba por falta de financiamento, mas os atores foram contratados pelo Tovstonogov Bolshoi Drama Theatre.
Sua carreira no cinema começa no cinema mudo, em 1927, com o filme Paris Shoemaker (Парижский сапожник). Em 1931, foi contratada pela Lenfilm, uma unidade de produção cinematográfica de financiamento estatal. Em 1929, atuou em Fragment of an Empire (Обломок империи). Em 1934, casou-se com Sergei Vasilyev, diretor de cinema, editor e roteirista, que também foi o roteirista e diretor de Chapayev (Чапаев), do mesmo ano, filme em que Varvara interpretou Anka, uma operadora de metralhadoras, que inspiraria garotas da União Soviética a se voluntariarem no Exército Vermelho, como Nina Onilova.
O casal teve uma filha, chamada de Varvara em homenagem à mãe. No mesmo ano, ela foi premiada com o título de Artista Emérita da União Soviética por seu papel em Chapayev, no Festival Internacional de Cinema de Moscou.
Com a eclosão da Segunda Guerra Mundial, a equipe da Lenfilm foi evacuada para Almaty, no Cazaquistão. Varvara, a filha e o marido deixaram Leningrado, mas sua mãe e seu irmão, Alekei, morreram no cerco nazista da cidade, em 1942.
Em 1947, Varvara interpreta a fada madrinha no longa Cinderella (Золушка), de Nadejda Kocheverova e Mikhail Chapiro, mas sua participação é bastante reduzida na edição. Seu casamento com Sergei terminou em divórcio em 1955 e com a filha, Varvara se mudou para Moscou. Lá ela foi contratada pela Mosfilm e começou a trabalhar no teatro nacional. Em 1959, interpretou a filha do capitão de Vladimir Kaplounovski e na adaptação do romance de Ivan Turguêniev, Moumou, de Yevgeny Teterin (1959).

## Morte
Varvara morreu em Moscou, em 25 de abril de 1975, aos 74 anos e foi sepultada no cemitério de Serafimovsky, em São Petersburgo, ao lado da mãe e do irmão.

## Filmografia
- Paris Shoemaker (Парижский сапожник) (1927)[5]
- Fragment of an Empire (Обломок империи) (1929)[5]
- Chapayev (Чапаев) (1934)[5]
- The Defense of Tsaritsyn (Оборона Царицына) (1942)[5]
- Cinderella (Золушка) (1947)[5]
- The Captain's Daughter (Капитанская дочка) (1958)[5]
- Moumou (Муму) (1959)[5]